# Anel Alexander
Anel Alexander (de soltera Flett) es una actriz y productora de Pretoria, Sudáfrica.

## Carrera
Durante la escuela secundaria, Alexander ganó el premio a la mejor actriz de reparto en la competencia de actuación adolescente ATKV. Después de interpretar a Liezl en 7de Laan, protagonizó las comedias románticas Semi-Soet y Klein Karoo.
En 2013, protagonizó una serie dramática en afrikáans llamada Geraamtes in die kas. Más tarde ese año, ganó el premio kykNET Silwerskermfees a la mejor actriz de reparto por su papel en Faan Se Trein. Fue la protagonista en la película Discreet de 2008 junto a su esposo James Alexander.